# Łubcze
Łubcze is een plaats in het Poolse district  Tomaszowski (Lublin), woiwodschap Lublin. De plaats maakt deel uit van de gemeente Jarczów en telt 356 inwoners.